# Koihkalanvaara
Koihkalanvaara är en kulle i Finland. Den ligger i Enontekis i landskapet Lappland, i den norra delen av landet, 900 km norr om huvudstaden Helsingfors. Toppen på Koihkalanvaara är 426 meter över havet, eller 64 meter över den omgivande terrängen. Bredden vid basen är 1,7 km.
Terrängen runt Koihkalanvaara är platt åt sydost, men åt nordväst är den kuperad.  Trakten runt Koihkalanvaara är nära nog obefolkad, med mindre än två invånare per kvadratkilometer. Närmaste större samhälle är Karesuvanto, 15,9 km söder om Koihkalanvaara. Omgivningarna runt Koihkalanvaara är i huvudsak ett öppet busklandskap.